# Iglesia de Santa María de Vallclara
La iglesia de Santa María de Vallclara es un edificio religioso de la población de Vilanova de Sau en la comarca catalana de Osona de la provincia de Barcelona. Es una iglesia de arquitectura románica incluida en el Inventario del Patrimonio Arquitectónico de Cataluña y protegida como Bien Cultural de Interés Nacional.

## Historia

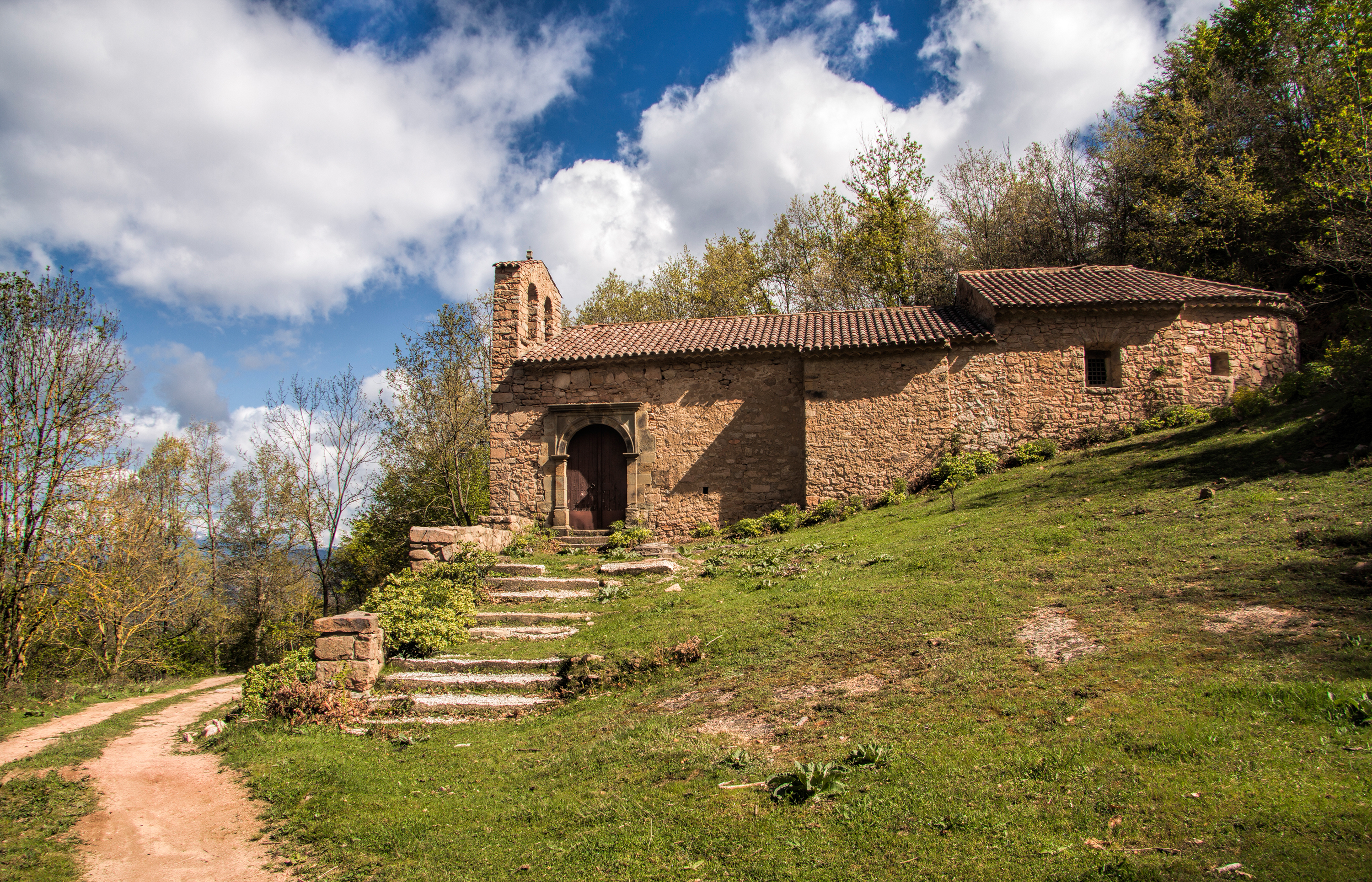
Vista general de la iglesia románica de Santa María de Vallclara.

La capilla da nombre al sector cercano de las Guillerías. Se encuentra documentada desde el año 1166. Durante a los siglos XIV-XV en cuidaba un monje del monasterio de Sant Pedro de Caserras. En 1433 Y después de un pleito les fue reconocida la propiedad al rector de la iglesia de San Andrés de Bancells, el cual estuvo al cuidado de la junta con dos obreros de la parroquia. Fue una especie de monasterio, en el siglo XVIII estaba al cuidado de un sacerdote beneficiado. El edificio fue reformado totalmente durante el año 1729, y en el 1936 fue profanado durante la guerra civil española y recientemente se ha restaurado construyendo el tejado de nuevo. También se ha construido unas escaleras que dirigen al temple. Las reformas han realizado gracias a la urbanización establecida en un plano sobre la iglesia: «Valle Clara».

## Descripción
Es una capilla con la nave orientada al este y presenta una longitud desmesurada. En los muros podemos observar las diferentes etapas constructivas. El portal se encuentra en el muro del sur, se accede mediante escalones, el portal es de arco de medio punto, con moldura y está enmarcado siguiendo una forma rectangular con rompeaguas encima y pilastras a los lados. Al oeste se observa unas dovelas que indican la existencia de una antigua apertura, posiblemente, una puerta que está situada a un metro del suelo. En la parte izquierda, asentado sobre el desnivel del tejado, se levanta el campanario de espadaña. El estado de conservación es bueno.